# 廊房戰鬥
廊房戰鬥發生於1917年7月4日－14日，地點則是在中國北京廊房一帶。是北洋政府時期內戰之一，交戰兩方為北洋政府的段祺瑞及擁護清朝復辟政權的張勳定武軍，最後段祺瑞獲勝，促成復辟失敗。